# Fanø Golf Links
Fanø Golf Links er Danmarks ældste golfbane[kilde mangler] og den eneste links bane  i Danmark. Banen blev grundlagt i 1898 efter et design af skotten Robert Dunlop. 
Klubben råder over forholdsvis primitive træningsfaciliteter: Tre udslagsmåtter med et dertilhørende net. I dag er klubbens medlemstal omkring 2000, dog kommer der stadig mange  udefra.
Fanø Golf Links erindrer om de traditionelle links som man i dag kun kan finde i Skotlands afsidesliggende egne. Da det er en links bane, er der ikke anlagt bunkers (sandgrave), men derimod er der flere klitter, der gør specielt indspil svært. Det er ikke nogen lang bane, men alligevel er den meget vanskelig på grund af de alternative slag, man kan komme ud for. Adskillige af banens greens er gemt bag klitter, hvorfor der er en sigtepæl at slå efter. Banerne er korte og plejeteknisk helt overladt til naturens elementer.   
På grund af banens beliggenhed i klitterne og i nærheden af en af Danmarks største strande, er pladsen underlagt strenge  miljømæssige regulativer. Der må ikke anlægges sandgrave. Der er ingen muligheder for ændringer af banen. Banens beliggenhed i klitterne er årsagen til at dens oprindelige karakter er bevaret. 
Ruten følger klitterne, bolden spilles der hvor der ingen bevoksning og ellers sørger vinden for udfordringerne. Af og til er fairwayerne svære at finde. Der kan ofte på den planlagte linje forekomme naturlige forhindringer, som kaninhuller og sandfygning. 
På grund af den korte bane kan pladsen også benyttes af mindre øvede golfspillere.
Mange greens spilles ofte blindt, så spillerne på den næste green ikke er synlige. For at imødegå dette, er der installeret gamle jernbanesignaler, som betjenes med snore. Hvis en anden gruppe er på vej, stiller en spiller bjælken vandret og signaliserer dermed, at greenen er optaget. Når man forlader greenen bliver bjælken igen stillet lodret og den efterfølgende gruppe kan begynde deres indspilning.  
I slutningen af sommeren afholdes hvert år Danmarks ældste åbne, internationale golfturnering: "Fanø Ugerne". Det er deltagermæssigt det største golfstævne i Danmark og omfatter mere end 25 forskellige matchformer.

## Historie
Selvom  Københavns Golf Klub allerede i 1898 blev grundlagt og man der året efter anlagde de første huller, er Fanø Danmarks ældste golfbane, da den oprindelige københavnerbane ikke mere eksisterer. I 1901 spillede man International Golf Championship of Denmark, der blev vundet af den skotske golfspiller Robert Dunlop, og det er det ældste nationale mesterskab i det kontinentale Europa. Turneringen spilles i dag som en del af Fanø-ugerne.
Grunden til anlæggelsen af golfpladsen var som mange andre steder i Europa den begyndende turisme, set i sammenhæng med udvidelsen af Fanø Bad til et internationalt feriested. 
1930 blev golfpladsen udvidet med 18 huller, dog skete der også ofte udokumenterede forandringer, så man i dag ikke er helt klar over hvor præcis den originale bane er bevaret. Eksperter mener at greens 16 og 17 er pladsens ældste.
Fanø Vesterhavsbads Golfklub blev først grundlagt 1948 og havde i begyndelsen overvejende sommergæster som medlemmer.

## Galleri
- Hul 5, er 164 meter lang, blindes Par 3. Den lyse pøl til højre viser spillelinjen, til venstre for den signaliserer det sænkede jernbanesignal et frit green.
- Hul 11 viser den oprindelige naturs råhed.
- Hul 14 kræve to blinde slag. Først skal man overvinde klitten med et præcis slag..
- Har spilleren besluttet sig for et sikkerhedsslag, forbliver der en lang distance hvor den kommende green er blind på grund af flere klitter.
- Jernbanesignalet bag green 15. I denne stilling er greenet optaget og de efterfølgende må vente.